# واکنش چی‌چی‌بابین
واکنش چی‌چی‌بابین(به انگلیسی: Chichibabin reaction) یک واکنش شیمیایی در شیمی آلی است که برای تولید مشتقات ۲-آمینوپیریدین از سدیم آمید و پیریدین به کار می‌رود. این واکنش نخستین بار توسط شیمیدان روس الکسی چی‌چی‌بابین در سال ۱۹۱۴ کشف شد.

## سازوکار
سازوکار پیشنهادی برای این واکنش به صورت زیر است: